# Wiesenbewässerung

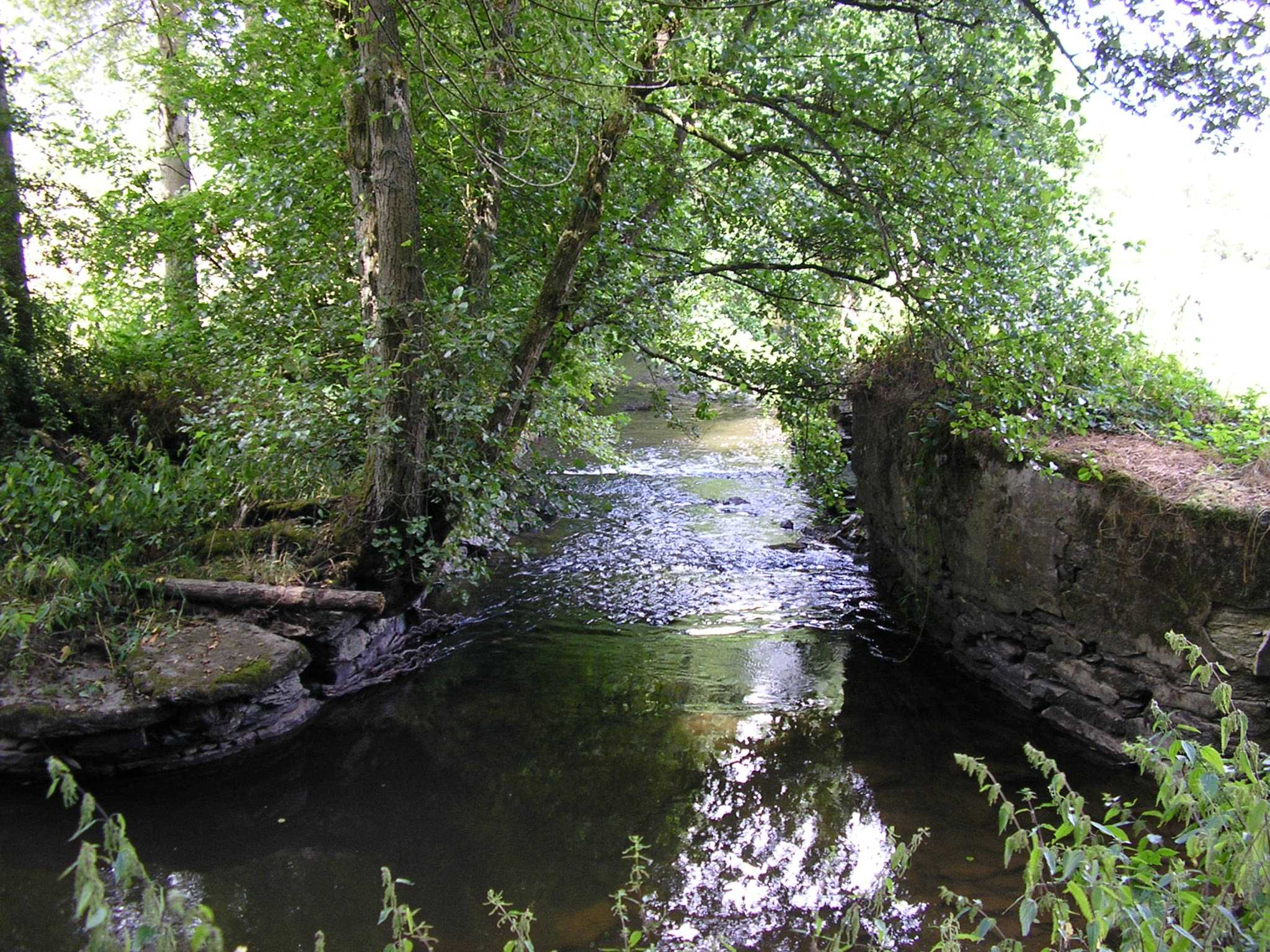
Reste des Bewässerungswehres „A Wanaal“ an der Klerf Kiischpelt

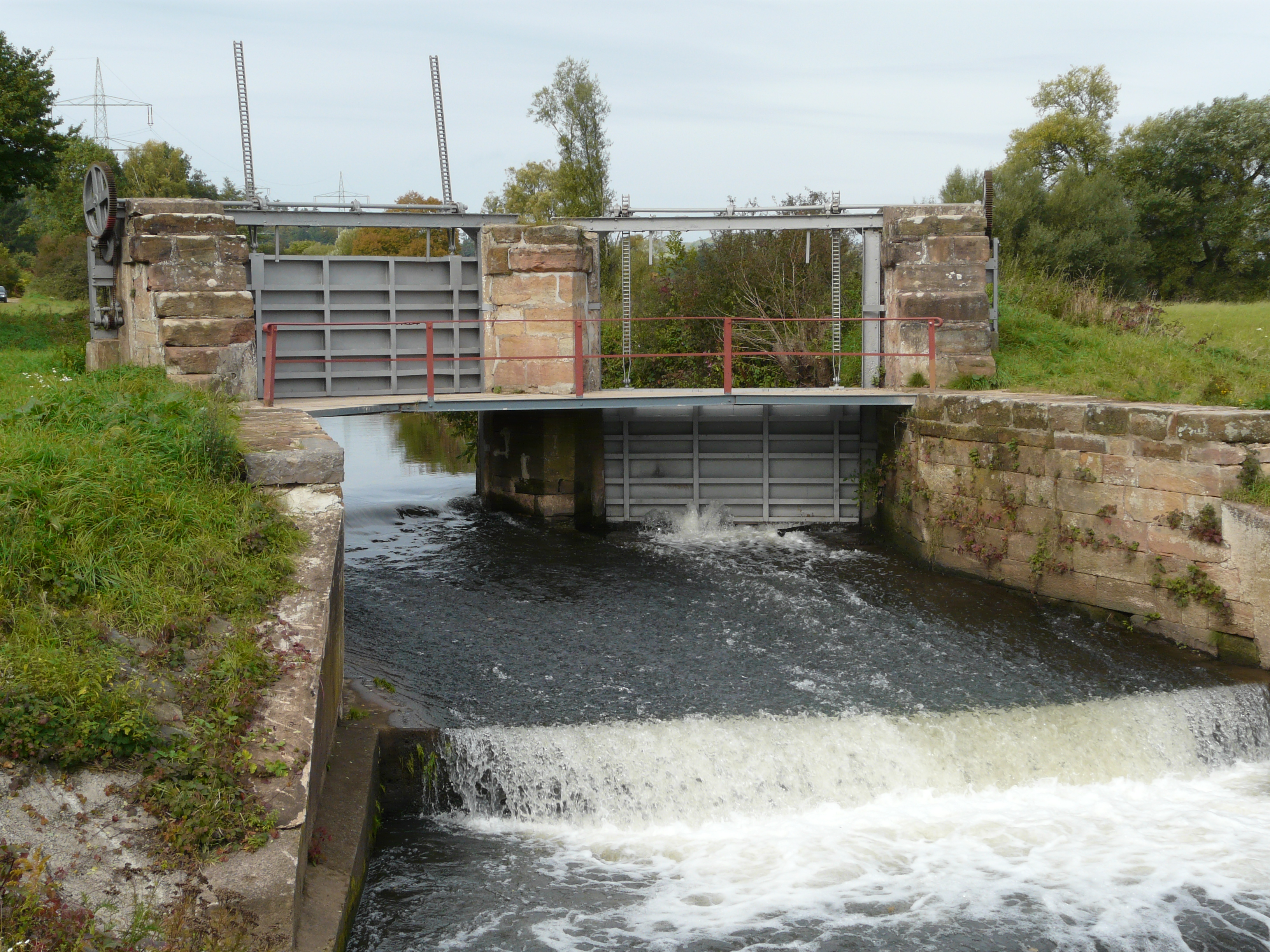
Das Holzauwehr der der Be- und Entwässerungsgenossenschaft Niederbexbach an der Blies

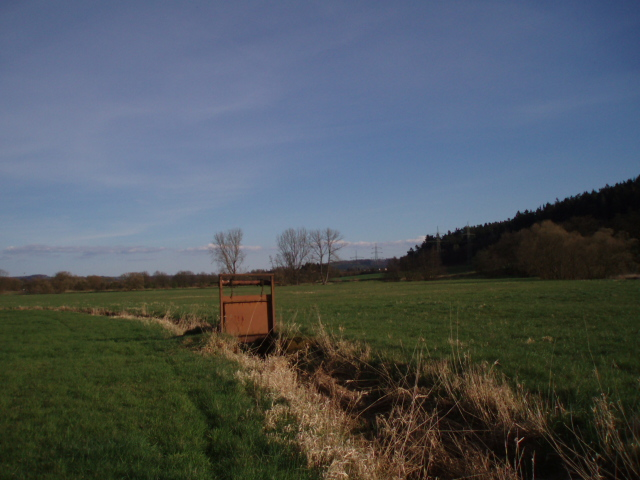
Nebenschleuse an der Blies zum Steuern der Wiesenbewässerung

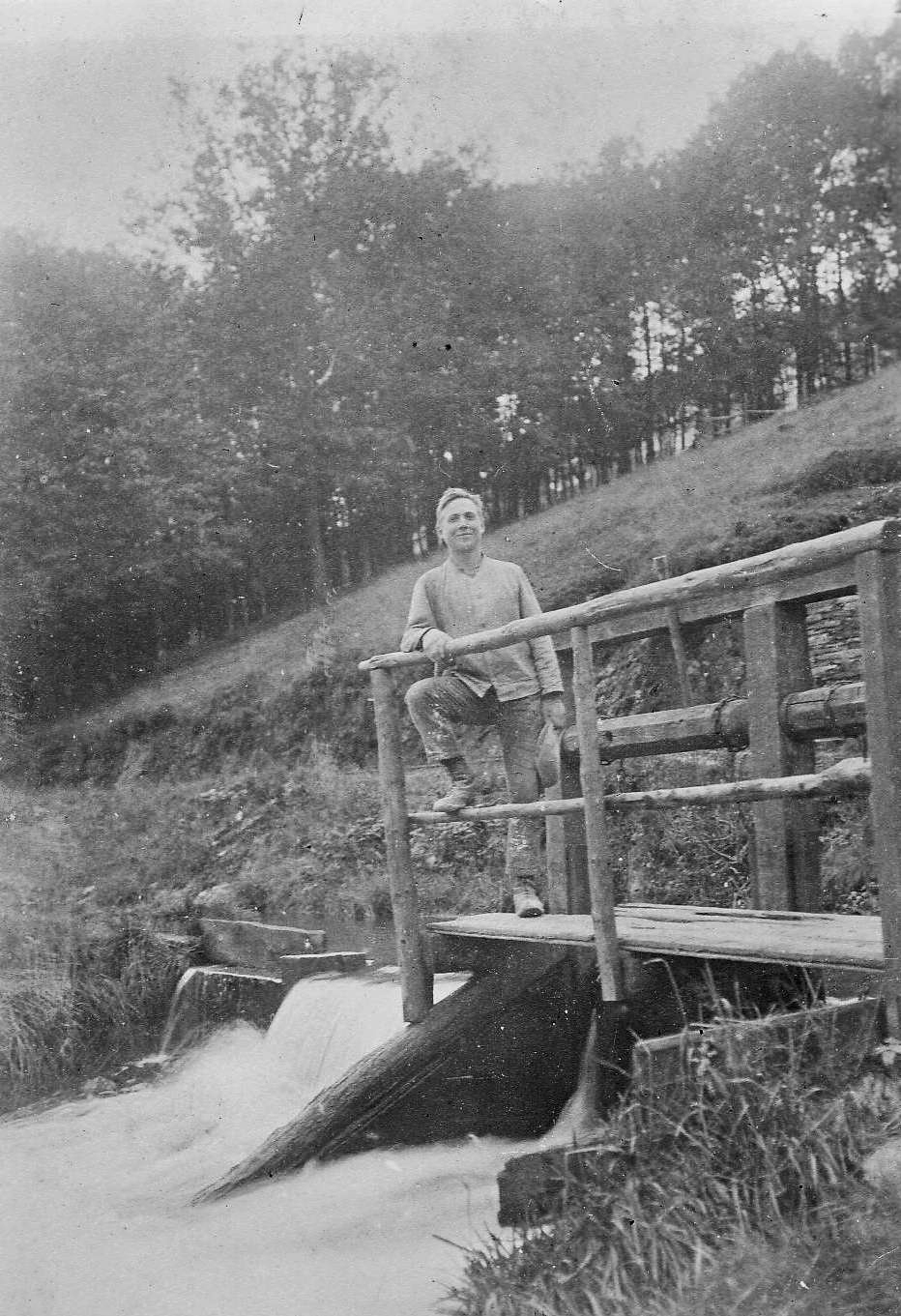
Wehr zur Wiesenbewässerung an der Valme im Sauerland 1925

Die Wiesenbewässerung bzw. Bewirtschaftung von Wässerwiesen ist eine besondere Form der Bewirtschaftung von Wiesenflächen in der Landwirtschaft. Ziel ist die Düngung und bessere Wasserversorgung der Wiesen. Grünlandflächen, die durch das Aufstauen von Bächen künstlich bewässert wurden, bezeichnet man auch als Flößwiesen.

## Wässerwiesen
Die sogenannten Wässerwiesen sind ein Element historischer Kulturlandschaften in Mitteleuropa, das seinen Ursprung wahrscheinlich im Mittelalter hat. Hierzu legte man ganze Grabensysteme und kleine Weiher an, um das Wasser unter anderem von den Häusern, Straßen und Stallungen zu sammeln und zur Ertragssteigerung auf die Wiesen zu leiten. Im 19. Jahrhundert erfuhr die Methode der Wiesenbewässerung einen großen Aufschwung. So erleichterte ein preußisches Wassergesetz vom 28. Februar 1843 die Anlage von Flößwiesen, die dann ohne Genehmigung angelegt werden durften, wenn Nachbargrundstücke nicht überstaut wurden. Zum Ausbau der Wiesen wendete man, je nach Wasserangebot und Relief, verschiedene Techniken an. So z. B. Überstauung, natürlichen Hangbau, Beethangbau oder den Rückenbau, bei dem man die Wiesenoberflächen vollständig umgestaltete. Die Bewässerung der Wiesen wirkte sich deutlich auf den Vegetationsbestand der Wiesenflächen und Gräben aus: ehemalige Wässerwiesen weisen heute häufig eine hohe Strukturdiversität auf und sind – vor allem abhängig von dem Erhaltungszustand – als Kulturdenkmal einzustufen. Neben den positiven Aspekten brachte der kulturtechnische Ausbau der Wiesen – lokal unterschiedlich ausgeprägt – aber auch eine Reihe von Nachteilen mit sich:
| Positive Effekte                         | Negative Effekte                               |
| ---------------------------------------- | ---------------------------------------------- |
| Beispiel für effektive Ressourcennutzung | Wasserverbrauch                                |
| Wasserretentionseffekte                  | Barrieren im Gewässer (Ausleitungsbauwerke)    |
| Grundwasserneubildung                    | Gewässerausbau u. -begradigung                 |
| Ausgeprägtes Mikrorelief                 | Gezielte Trockenlegung der Oberflächengewässer |
| hohe Standortvielfalt                    | Wiesenintensivierung (Artenrückgang)           |
| kleinräumiges Vegetationsmuster          | Reliefumgestaltung u. Bodenstörung             |

Über die Entwicklung der Wiesenbewässerung und ihren historischen Ursachen schreibt Troll:

„Die künstliche Wiesenbewässerung […] hat sich aus z. T. sehr alten Anfängen ganz besonders stark im 18. Jahrhundert im Zuge der rationellen Landwirtschaft, der landwirtschaftlichen Intensivierung im Gefolge der Bevölkerungsvermehrung und der erhöhten Nachfrage nach landwirtschaftlichen Produkten entwickelt. Ihre Bindung an die jeweilige Gesamtstruktur der Landwirtschaft ist gegeben, einerseits durch die Viehhaltung, für die sie vermehrtes Futter bereitstellen kann, andererseits durch die Düngerverwertung, weil man durch Dünger-Bewässerung der Wiesen Viehfutter sicherstellen kann, ohne den auch für die Feldkulturen nötigen Dünger zu beanspruchen.“

## Berieselungsformen

### Wilde Berieselung
Die wilde Berieselung ist die einfachste Form der Wiesenbewässerung, bei der man das Wasser durch Zuleiter auf die Geländerücken leitet und aus den Zuleitern die unterhalb liegenden und den Geländelinien folgenden Rieselrinnen speist. Durch Hindernisse fließt das zum Übertreten genötigte Wasser in breiter Bahn über die Flächen zu den in den Geländemulden liegenden Entwässerungsgräben. Angewendet werden kann diese Form der Berieselung bei Geländeneigungen von mindestens 2 %.

### Künstlicher Hangbau
Ist das Gelände zu gefällearm, kann das fehlende Gelände künstlich geschaffen werden. Ist das Gefälle nicht zu klein, kann noch das Verfahren des künstlichen Hangbaus angewendet werden, bei dem Hangtafeln sägezahnartig übereinander angeordnet werden. Zu- und Ableiter liegen mehr oder weniger senkrecht zu den Hanglinien, die Rieselrinnen waagrecht.

### Rücken- (Beet-) bau
Beim Rücken- (Beet-) bau wird das Gefälle durch die Anlage von künstlich geschaffenen Rücken hergestellt. Ein Rücken besteht aus zwei Tafeln. Auf dem Rückenfirst liegt die Rieselrinne, die aus dem Zuleiter oder – wie beim Staffelrückenbau, der bei größeren Flächen eingesetzt wird – aus zusätzlichen Verteilergräben besteht, die mit dem Rieselwasser gespeist werden. Entwässerungsrinnen in den Rückenmulden leiten das Wasser ab. Im Gegensatz zum künstlichen Hangbau liegen die Be- und Entwässerungsrinnen wie auch die Rücken in Richtung des natürlichen Gefälles.

## Wiesenbewässerung an der Soeste bei Cloppenburg

### Geschichtliche Entwicklung
Bis etwa 1927 nutzten die Bauern der mageren Sandeschen von Krapendorf, Schmertheim, Ambühren und Stalförden, also die Bauerschaften links und rechts der Soeste bei Cloppenburg, deren Äcker trotz bester Pflege keinen größeren Ertrag im Soestetal lieferten, die sich immer besser entwickelnden Wiesenbewässerungssysteme.
Über die Geschichte der Wiesenbewässerung an der Soeste von Cloppenburg bis Stedingsmühlen gibt es einen Überblick. Die Düngung des Ackers durch Plaggenhieb fiel durch die Markenteilung und ihrer gesetzlichen Grundlage 1806 aus. So richtete man den Blick auf Wasser und Wiese, mit dem Ziel, durch reichere Futtermenge den Viehbestand und die Produktivität des Ackers zu erhöhen.
„Man erinnerte sich des Spruches, daß die Wiese die Mutter des Ackers sei“.
Bereits 1820 waren von der Oldenburgischen Landwirtschaftsgenossenschaft Prämien für die „Verbesserung der Wiesen und Vermehrung des Grasbewuchses mittels Überwässerung“ ausgesetzt worden. 1844 zog die Landwirtschaftsgesellschaft einen Lüneburger Rieselmeister nach Cloppenburg, um Untersuchungen über die Möglichkeiten von Bewässerungsanlagen anzustellen. Der Gutsbesitzer Bothe auf Stedingsmühlen ließ nach 1850 aus dem Oberwasser seines Staus mehrere Wiesen im Flusstal der Soeste, die zu Bewässerungswiesen umgearbeitet waren, bewässern. 1874 hatte der Wiesenbaumeister Naber den Soestelauf unterhalb Cloppenburgs aufgenommen und untersucht, ob das Gefälle für die Anlage einer Bewässerungsanlage als ausreichend anzusehen sei.
| System                    | Fläche  |
| ------------------------- | ------- |
| Kunstbauwiesen im Beetbau | 31,3 ha |
| Kunstbauwiesen im Hangbau | 6,6 ha  |
| Wilde Berieselung         | 16,0 ha |
| Nicht bearbeitete Wiesen  | 14,2 ha |
| Insgesamt                 | 68,1 ha |

1875 legte Naber seinen Entwurf vor, der die Anlage von drei Stauwerken zwischen dem alten Judenfriedhof in Cloppenburg und Stalförden vorsah. Der erste Stau sollte beim alten Judenfriedhof in der Fillerei angelegt werden. Der zweite Stau sollte unterhalb des Weges von Schmertheim nach Ambühren und der dritte bei Börne liegen. Insgesamt wurden 77,4432 ha für die Meliorationsgenossenschaft einbezogen, von denen 54,6895 ha berieselt werden sollten. 1884 revidierte Wiesenbauer Winken aus Schmertheim die gesamte Anlage.
Die Flussbereiche, denen höhere Ufer anlagen, mussten flacher abdosiert werden, 1/2 bis 2 zur Höhe. Die künstlichen Böschungen zwischen dem Ambührener Baggersee und Ambühren, bei Börne und Stedingsmühlen sind in diesem Zusammenhang entstanden. Es wurden nahezu alle Flächen zwischen Cloppenburg und Stedingsmühlen bewässert. Von den Schleusen wurde das Wasser abgeleitet und über Kanäle den Wiesen zugeführt.

### Flurnamen und Rieselwiesen
An Flurnamen, die zum Gebiet der Rieselwiesen zählen, sind beispielsweise zu nennen: Aberriek, Thunwiese, Diek, Mölenbrink, Telgenkamp, Achterm Graskamp, Grote Wisk, Bruch, Berg, Grünshoh, Neue und Alte Zuschläge, Lattenbrok, Bögewisk und Timphok auf der rechten Talseite und Rolfswiese, am Krapendorfer Moor, Schmaleriek, Anschluß, Moorzuschlag, Moorwisk, Sandwiese, Hinterm Busch, Auf'm Windbusch, Buckwiese, Mausewiese, Ammerbrok, Lutke Wiese, Helle und Bergfeld am linken Soesteufer.

### Endphase der Wiesenbewässerung im Soestetal
Durch das Aufkommen des Kunstdüngers sowie durch die arbeitsintensive Unterhaltung der Bewässerungswiesen, die den Einsatz schwerer technischer Geräte nicht zuließen, kam es nach dem Ersten Weltkrieg zum Niedergang der Rieselwiesenwirtschaft. Am 2. Oktober 1927 beantragte die Bewässerungsgenossenschaft die Berieselung „für einige Jahre aufzuheben“.

### Aktuelle ökologische Bedeutung der Rieselwiesen
Der Einfluss der Rieselwiesenwirtschaft auf den Standort besteht einerseits in einer morphologischen Umgestaltung der Bodenoberfläche durch Zuleiter, Grüppen, Rücken und der Einebnung von Uferbereichen und andererseits in einer stofflichen Veränderung des Bodens durch Substrat- und Düngereintrag und erhöhte Nitrifikation infolge einer besseren Durchlüftung bei Entwässerung. Das Be- und Entwässerungssystem bildete die Grundlage für das heutige Entwässerungssystem des Niedermoorbereiches der Soeste zwischen Cloppenburg und Stedingsmühlen. Das Rücken- und Grüppensystem spiegelt sich heute noch in einer mehr oder weniger deutlichen kleinflächigen Änderung der Pflanzendecke wider.

Das Bewässerungssystem (Rücken- (Beet-) bau) an der Soeste bei Schmertheim in heutiger Zeit
Parallele schwarze Linien, in Richtung des Gefälles zur Soeste hin, stellen Be- und Entwässerungsgräben dar. Sie haben untereinander einen Abstand von ca. 10 Meter. Schmale schwarze Linien, senkrecht zum Gefälle und parallel zur Soeste, zeigen in erster Linie Verteilergräben an, die das Wasser den Verteilergräben zuleiten, oder Auffanggräben dar, mit dem Zweck in die Soeste zu entwässern oder zur Wiederverwendung des Wassers in eine folgende Rückenstaffel. Außerhalb verlaufen die mit einer fetten schwarzen Linie gekennzeichneten Zuleiter, aus denen das Wasser entweder direkt auf die Rücken oder zuvor in die Verteilergräben geleitet wird.

## Wiesenbewässerung und -wässerung in Franken

### Wiesenbewässerung mit Schöpfrädern

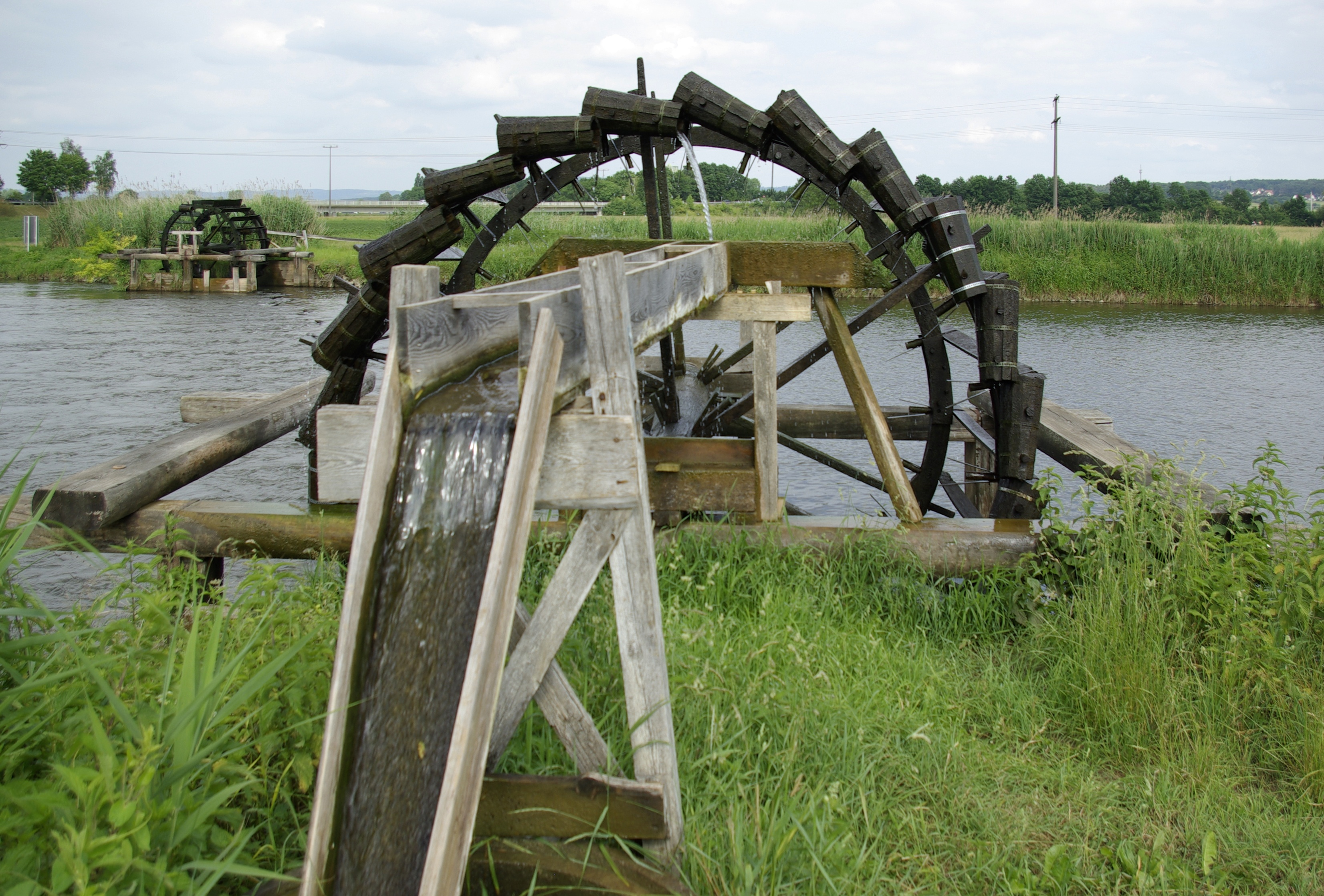
Möhrendorfer Wasserschöpfrad

In Franken wurden in den flachen Tälern der Flüsse Regnitz, Rednitz und Pegnitz gelegene Wässerwiesen von Wasserschöpfrädern bewässert. Im Jahre 1805 waren an der Regnitz zwischen Fürth und Forchheim auf einer Länge von ca. 25 Flusskilometern noch etwa 190 solche Wasserräder in Betrieb, so viele wie an keinem anderen Fluss in Mitteleuropa.
Ein einfaches Wasserrad schöpft pro Tag etwa 1400 Kubikmeter Wasser oder 1.400.000 Liter. Ein Rad versorgte damit bis zu 8 ha Wiesen. Dank dieser Wiesenbewässerung konnten statt sonst nur einer nun drei Mahden (Ernten) von Heu und Grummet im Jahr eingebracht werden. Da das Bewässerungsnetz gewöhnlich Wiesen verschiedener Eigentümer bewässerte, waren die Wässerungszeiten der einzelnen Grundstücke minutiös festgelegt.
Heute noch werden in Möhrendorf, flussaufwärts von der Kleinseebacher Mühle, zehn historische Wasserschöpfräder betrieben. Auch im Wiesenttal bei Forchheim pflegen Landwirte die traditionelle Wiesenbewässerung. Im Sommer wird jedes Jahr in Nürnberg an der Pegnitz ein Wasserschöpfrad aufgebaut.

### Wiesenwässerung in Reichelsdorf
Im Nürnberger Stadtteil Reichelsdorf werden im Rednitzgrund jedes Jahr von April bis September 60 ha Wiesen mehrmals hintereinander geflutet. Die Eigentümer der Wiesen sind in sechs Wässergenossenschaften organisiert, jeweils ein ehrenamtlicher „Wässerer“ ist für den Ablauf zuständig.
Bereits im 14. Jahrhundert lässt sich die Wiesenwässerung in Reichelsdorf für einen Herrensitz der Waldstromer, einer alten Nürnberger Familie, belegen. Die frühesten schriftlichen Zeugnisse stammen aus dem Jahr 1431 aus dem heutigen Nürnberger Stadtteil Katzwang. 1535 regelte der Wässerbrief von Reichelsdorf, wer wann wie viel Wasser aus dem Fluss entnehmen durfte.
Bei einer der sechs Genossenschaften beispielsweise sind die Wassergräben insgesamt 7 km lang und an 60 Wehren (auch Schützen genannt) kann über Stau-Bretter der An- und Abfluss des Flusswassers gesteuert werden. Über ein Wehr können pro Sekunde 1000 l auf die Wiesen geleitet werden. Eine Wässerung dauert acht Tage, bis zu acht Mal im Jahr wird gewässert – dann sind die Wiesen knietief von Wasser bedeckt. Als Folge der Wässerung kann statt einmal vier bis fünf Mal Gras als Viehfutter gemäht werden. Auch die Natur profitiert: Störche und Gebänderte Heidelibelle sind auf den Wiesen zu beobachten.
2021 wurde das Biotop ins bundesweite Verzeichnis der immateriellen Kulturgüter der UNESCO aufgenommen. Am 6. Dezember 2023 hat die UNESCO die Traditionelle Bewässerung zum Immateriellen Kulturerbe der Menschheit erklärt.

## Fléizen – Wiesenbewässerung in Luxemburg

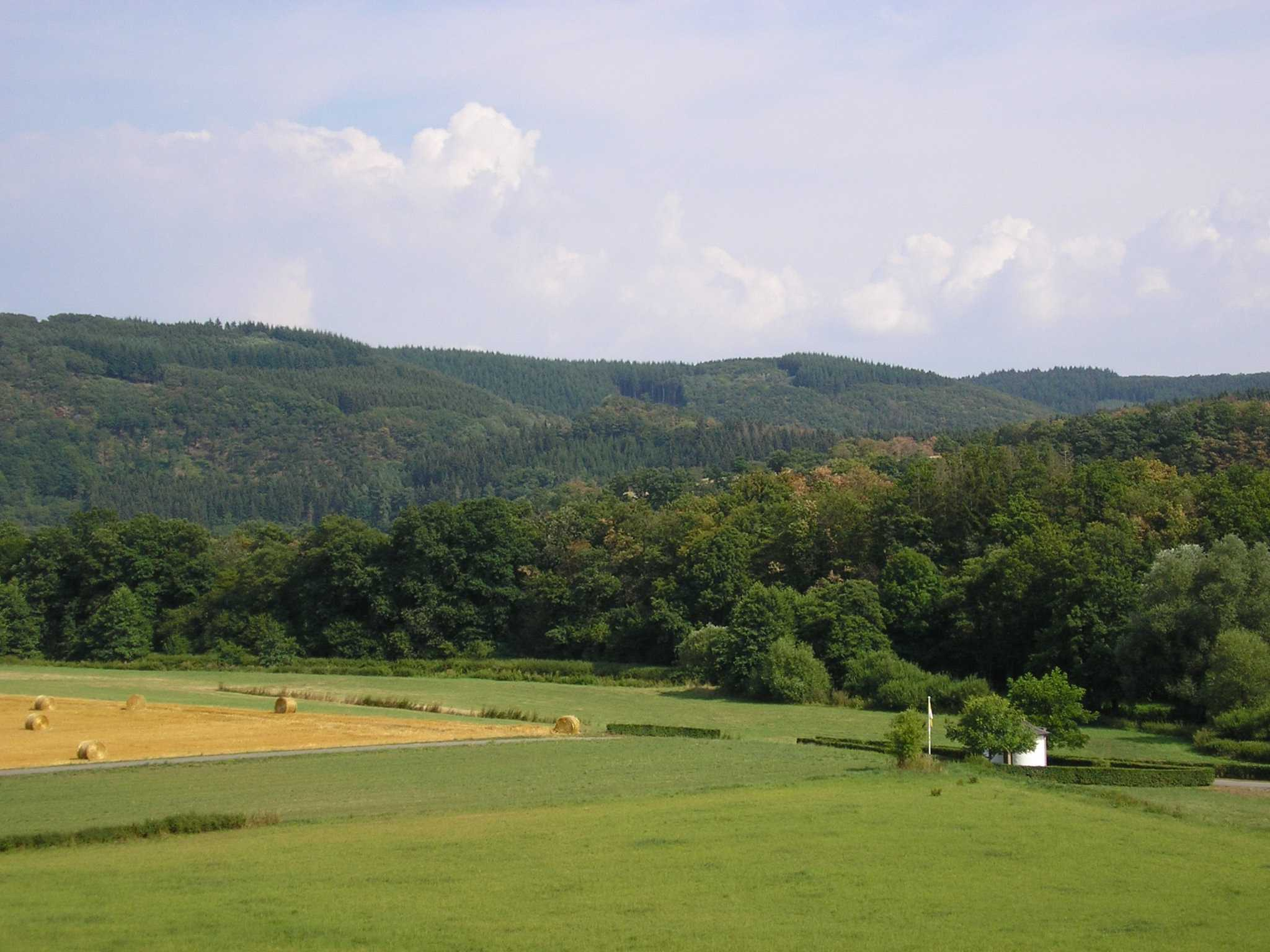
Frühere Wässerwiesen an der Klerf, Willibrordkapelle „A Wiss“, Kiischpelt

Unter Fléizen versteht man die Wiesenbewässerung im Ösling, also im luxemburgischen Teil der Ardennen. Bis in die Nachkriegszeit hinein wurden (wahrscheinlich) im gesamten Ösling Wiesen ähnlich wie in vielen Teilen Mitteleuropas bewässert. Es gab Wässerwiesen z. B. im Siegerland, in der Pfalz, am Oberrhein und im Schwarzwald. Die berühmtesten und eindrucksvollsten mitteleuropäischen Beispiele sind sicherlich die Bewässerungsanlagen in den inneralpinen Trockengebieten, z. B. die Waale im Vinschgau/Südtirol oder die Suonen im Wallis/Schweiz.

### Beginn der Wiesenbewässerung im Ösling
Im Ösling dürften wie in vielen dieser Gebiete die entsprechenden Techniken schon lange bekannt gewesen sein. Die Wiesenbewässerung in großem Umfang setzt aber (wie im Saarland oder dem Siegerland) wohl erst in der Mitte des 19. Jahrhunderts ein. Auslöser dürfte die Industrialisierung gewesen sein. Mit der steigenden Bevölkerung in den Industriegebieten stieg die Nachfrage nach Fleisch, Milch und Milchprodukten. Mit dem Aufkommen der Eisenbahn verbesserten sich zudem die Transportmöglichkeiten für landwirtschaftliche Produkte. Damit stieg der Viehbesatz vor allem beim Rindvieh stark an. Gleichzeitig konnte der Wald, im Ösling wahrscheinlich durch die Anlage von Lohhecken, nicht mehr im gleichen Umfang zur Futter- und Streugewinnung genutzt werden.
Um das zusätzliche Vieh mit Futter zu versorgen, musste mehr Heu geerntet werden. Es blieb nichts anderes übrig, als die Wiesen intensiver als bisher zu bewirtschaften. Da der Stalldünger dafür nicht ausreichte und Kunstdünger noch nicht verfügbar war, blieb nur der Weg, die Wiesen intensiver zu unterhalten und zusätzlich mit Wasser (wenn möglich auch mit nährstoffreichem Wasser) zu versorgen.
Wann genau die Wiesenbewässerung im Ösling entstand, lässt sich im Moment nicht klären. An der Klerf deuten z. B. Durchlässe für Bewässerungsgräben in den Bahndämmen darauf hin, dass diese Gräben bereits vor dem Bahnbau (hier vor 1866) vorhanden waren. Andererseits sind die Gräben und die dazugehörigen Wehre im Urkataster von 1824 nicht eingezeichnet.

### Formen der Wiesenbewässerung im Ösling

#### An den Flüssen und größeren Bächen

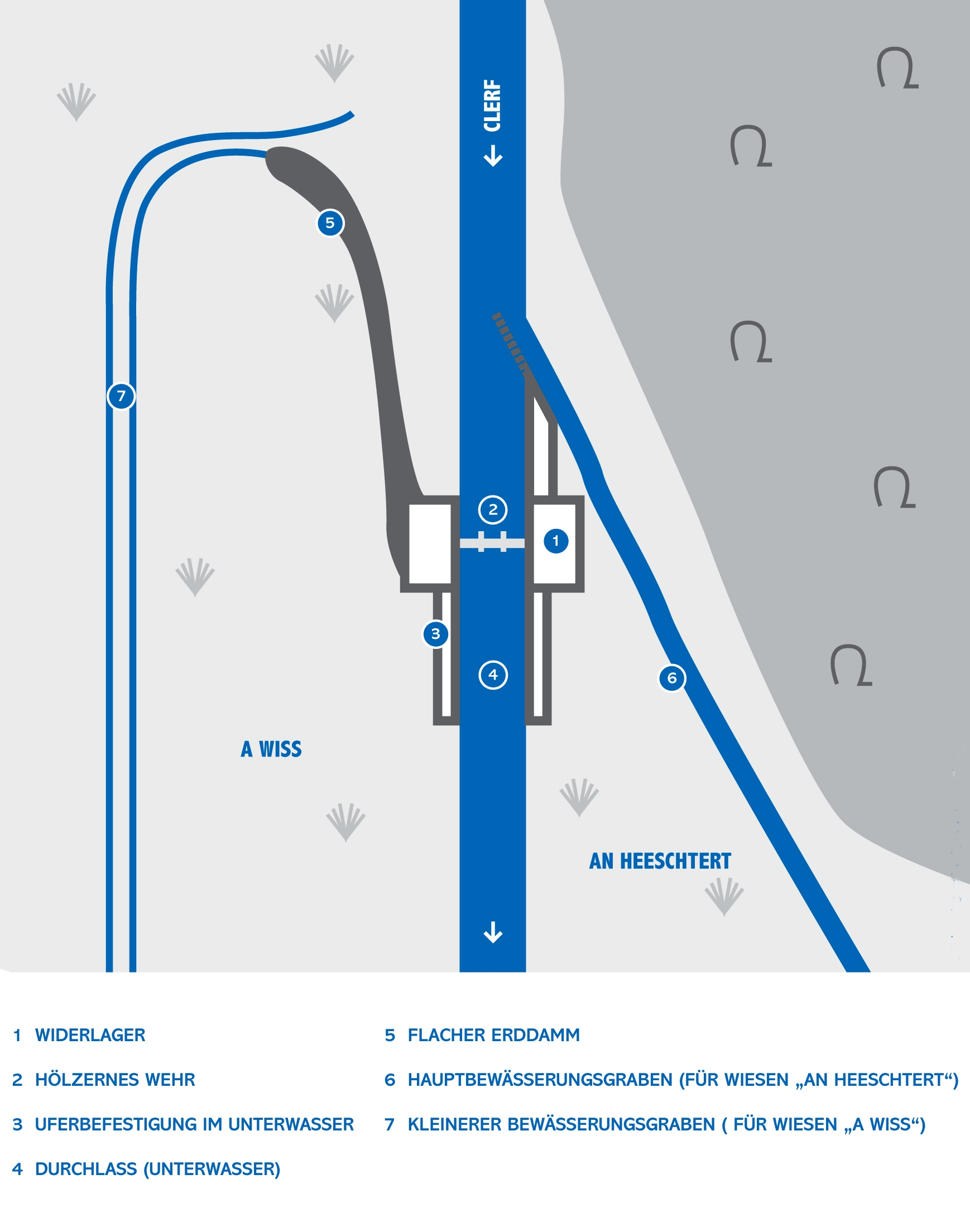
Rekonstruktionszeichnung eines Bewässerungswehres an der Klerf

Hier arbeitete man mit eigens errichteten Wehren, den so genannten „Schleisen“. Von dort aus führten Gräben nahezu horizontal in die Wiesen hinein. Für die Anlagen waren Genossenschaften (Syndikate) zuständig, an denen jeweils die anliegenden Bauern beteiligt waren. Das Syndikat bzw. sein Präsident regelte die notwendigen Arbeiten, die Schließung des Wehres und die Verteilung des Wassers. Gefährlich war dabei vor allem die Reinigung der Wehre nach dem Hochwasser.
Viele dieser Wehre sind sehr ähnlich konstruiert. Das deutet darauf hin, dass sie nach einem einheitlichen Plan und etwa zur gleichen Zeit gebaut wurden.
Interessant ist auch die Lage der Wehre. Sie befinden sich immer am Anfang einer Flussschlinge, etwa dort, wo sich der Fluss vom Prallhang löst. Von dort aus kann man einen großen Teil der Wiesen auf der flachen Innenseite der Flussschlinge, dem so genannten Gleithang, mit einem horizontalen Kanal einfach erreichen. Dieses Prinzip wurde wahrscheinlich von den Wassermühlen übernommen. Dort erreichte man so die maximale Fallhöhe.
Die Wiesen an der Klerf wurden in der Regel nur einmal im Jahr, nach der Heuernte im Juli, dem „Heemoont“ (Heumonat), bewässert. Die einzelnen Syndikate sprachen sich meist untereinander ab. Wegen der Fischerei und der anderen Nutzer (z. B. den Mühlen) musste immer ein bestimmter Wasserdurchfluss erhalten bleiben. Jedes Wehr wurde für etwa acht Tage geschlossen. Da die Gräben nahezu horizontal angelegt waren, konnte man mit den Schiebern im Wehr den Wasserstand so regulieren, dass die Gräben überliefen. Das Wasser lief auf der gesamten Länge in die Wiesen hinein. Es stand etwa zwei Zentimeter hoch über der Grasnarbe. Die überfluteten Wiesen waren für die Kinder ein beliebter Spielplatz. Diese Bewässerung der Wiesen führte dazu, dass der Ertrag beim zweiten Schnitt, dem „Groum“ (Grummet), deutlich besser ausfiel.

#### An den kleinen Seitenbächen

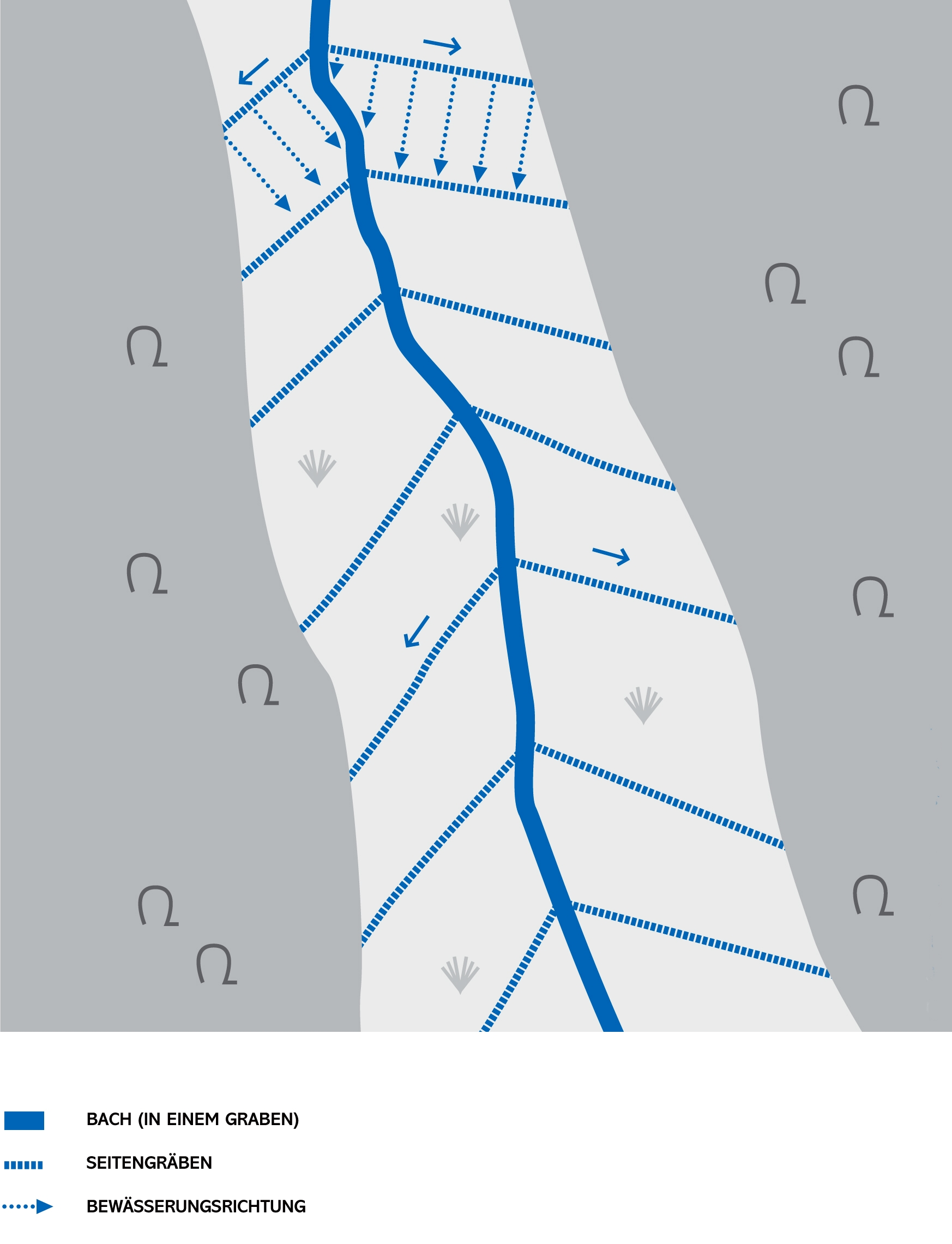
Schema zur früheren Bewässerung in den kleinen Seitentälern der Klerf

Auch in den kleineren, schmaleren Seitentälern gab es früher fast überall Wiesen. Dort benutzte man aber ein einfacheres Bewässerungssystem.
Die kleinen Bäche wurden entlang der Tiefenlinie regelrecht kanalisiert. Von dort aus zweigte man zu beiden Seiten kleine, horizontale Gräben ab.
Der Bach wurde dann durch Grassoden aufgestaut, so dass sich das Wasser in die Seitengräben verteilte. Diese Seitengräben liefen dann – genau wie die größeren Gräben an der Klerf – auf der gesamten Länge über. Auf diese Weise wurde unterhalb des Grabens ein Streifen Wiese gleichmäßig gewässert.
Unterhalb dieses bewässerten Streifens wurde dann der nächste Seitengraben angelegt. Auf diese Art und Weise arbeitete man sich langsam von oben nach unten durch das Tal vor. Der Bach in der Mitte und die Seitengräben bildeten am Ende eine Art Fischgrätmuster.

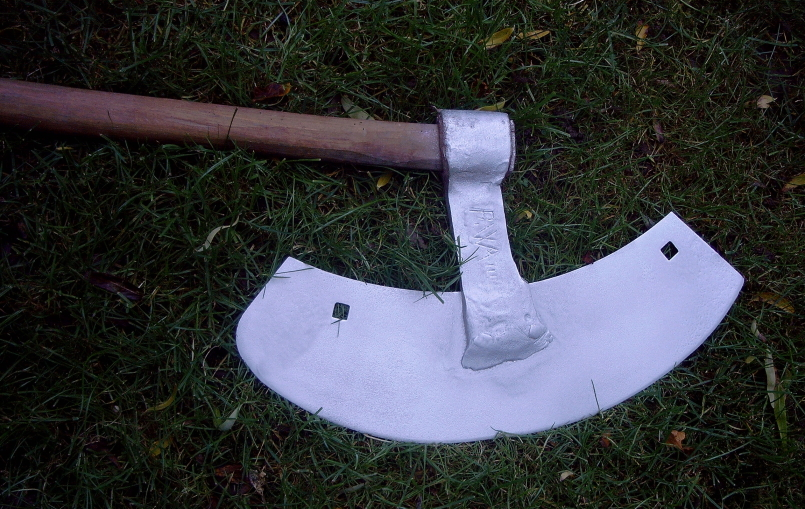
Restauriertes Wiesenbeil

Wichtigstes Werkzeug war dabei das Wiesenbeil. Wenn man einen neuen Graben anlegen wollte, wurde mit der Beilseite die Grasnarbe an den beiden Seiten durchschlagen. Dann wurde sie auch quer dazu etwa alle 30 bis 40 Zentimeter durchtrennt. Die rechteckigen Grassoden wurden mit der Hacken-Seite ausgehoben und auf der unteren, tiefer gelegenen Seite des Grabens aufgesetzt.
Auf die gleiche Art und Weise schlug man damit die Grassoden aus, mit denen man dann den Bach zusetzte. Außerdem benutzte man es zum Unterhalt der bestehenden Gräben.
Wenn der Bach genug Wasser führte, begann in den kleinen Tälern das Wässern der Wiesen bereits im Herbst und zog sich, nur vom Frost unterbrochen, bis ins Frühjahr hin. Erst vor dem Heumonat wurde dann der Bachlauf komplett geöffnet, damit die Wiesen zur Heuernte trocken waren und das Heu an Ort und Stelle getrocknet werden konnte.
Diese Wiesen wurden auch mit Asche gedüngt. Dadurch wurde zum Beispiel der Weißklee, eine begehrte Futterpflanze, gefördert.

#### Fléiz-Weiher
Wenn die Wassermenge stark schwankte oder für eine länger andauernde Wiesenbewässerung nicht ausreichte, wurden so genannte Fléiz-Weiher angelegt. Das betraf viele der kleinen Bäche und die flachen Mulden auf den Hochflächen des Ösling. Einerseits verfügte man so in Trockenperioden über eine gewisse Wasserreserve, andererseits konnte man mit Hilfe des gestauten Wassers aus den Weihern die Wiesen zumindest zeitweise bewässern, zum Beispiel nach der Heuernte.

### Das Ende des Fléizens
Alle Wässerwiesen wurden von Hand gemäht, das Heu wurde von Hand zusammengerecht und aufgeladen. Dabei störten die Bewässerungskanäle nicht besonders. Das änderte sich vor allem nach dem Zweiten Weltkrieg mit der verstärkten Modernisierung der Landwirtschaft.
Durch den Einsatz von Kunstdünger auf Wiesen konnte der Grasertrag auch ohne Bewässerung enorm gesteigert werden. Bei der Bewirtschaftung und der Heuernte mit Maschinen störten die Gräben. Sie wurden deshalb nach und nach zugeschüttet oder eingeebnet. Nur an den Grundstücksgrenzen blieben sie erhalten und sind dort auch heute noch an der Sumpfvegetation zu erkennen.
In den schmalen Seitentälern waren die Wiesen außerdem oft zu schmal oder zu steil, um sie mit Maschinen zu bewirtschaften. Sie wurden deshalb häufig in Weiden umgewandelt oder aufgeforstet, meist mit Fichten, die eigentlich gar nicht auf diese feuchten Standorte passen.
Mit den Kanälen verloren die Wehre ihre Funktion. Sie wurden nicht mehr unterhalten. Die Holzkonstruktionen wurden irgendwann vom Hochwasser weggerissen oder abgerissen, um den Wasserdurchlauf bei Hochwasser nicht mehr zu behindern.
Heute erinnern nur noch die Reste der Wehre und der Hauptbewässerungsgräben an das Fléizen. Innerhalb einer Generation ist das Wissen und die Technik fast völlig aus der Erinnerung verschwunden.

## (Wiesen-)Bewässerung in Europa
- Salisbury Plain in Südengland

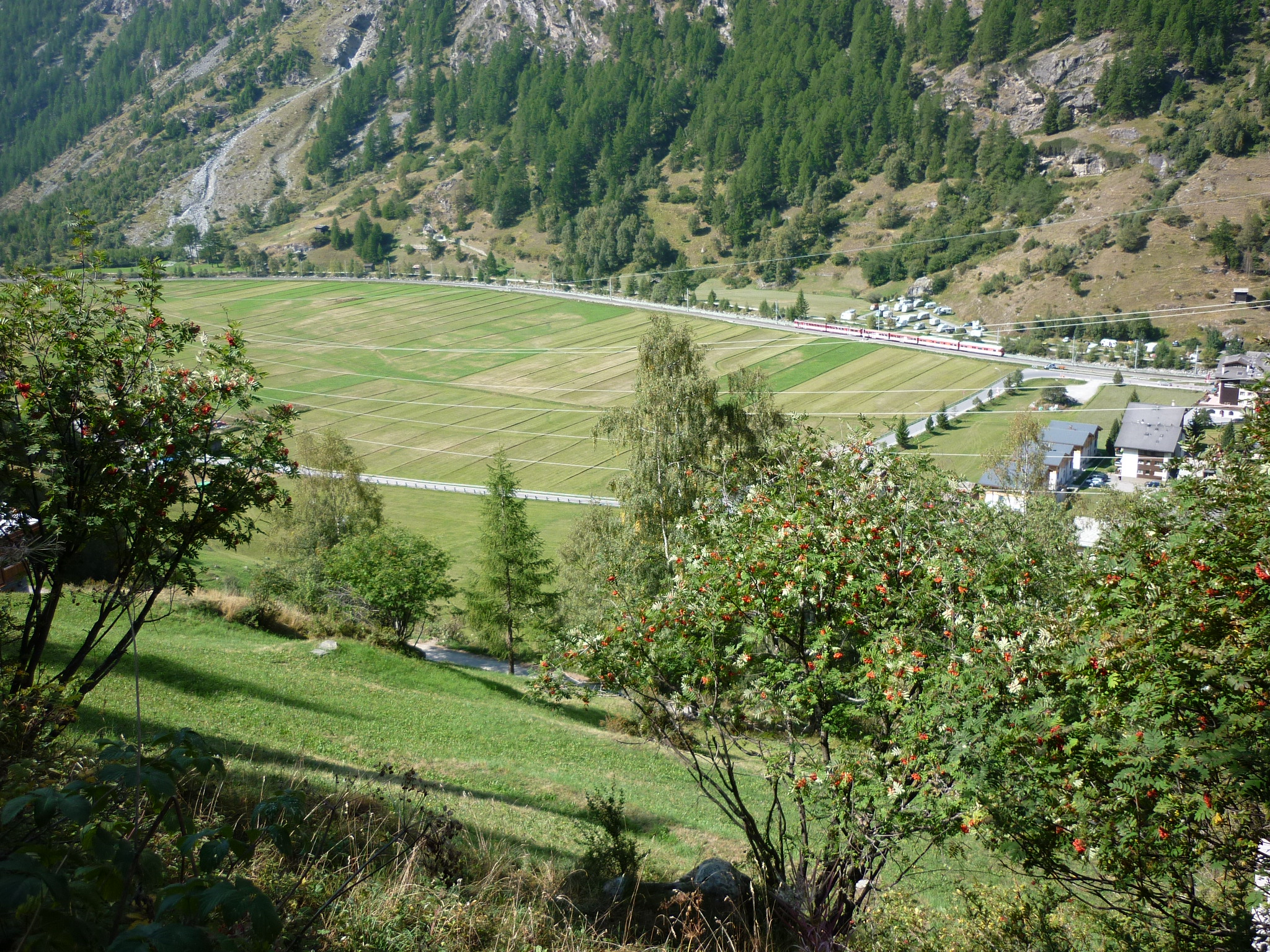
Wässerwiesen in Täsch, Kanton Wallis, Schweiz

- Rieselwiesen Wiedenhof des Freilichtmuseums am Kiekeberg in Niedersachsen
- Örtze in Niedersachsen
- Blies im Saarland
- Wiesenbewässerung an der Soeste bei Cloppenburg
- Rieselwiesen im Siegerland, z. B. in Wilnsdorf
- Wässerwiesen im (nördlichen) Saarland Blies
- Jossa im Spessart
- Wässerwiesen an der Queich/Pfalz bei Ottersheim bei Landau (UNESCO immaterielles Kulturerbe), siehe auch Aktion Pfalzstorch
- Wässerwiesen in Franken, siehe Möhrendorfer Wasserschöpfräder und Wiesenwässerung in Reichelsdorf
- Wässerwiesen an der Schutter/Schwarzwald
- Wuhre im Südschwarzwald
- Waale in Oberschwaben und im Vinschgau/Südtirol
- Wässermatten an der Langete/Schweiz
- Suonen im Wallis/Schweiz
- Levadas auf Madeira
- Emmerzhausen Rheinland-Pfalz
- Wässerwiesen Hundig an der Glatt/Schweiz